# II-58
De II-58 is een nationale weg van de tweede klasse in Bulgarije. De weg loopt van Asenovgrad naar Tsjernootsjene. De II-58 is 59 kilometer lang.